# Kaumberg
Kaumberg is een gemeente in de Oostenrijkse deelstaat Neder-Oostenrijk, gelegen in het district Lilienfeld (LF). De gemeente heeft ongeveer 1000 inwoners.

## Geografie
Kaumberg heeft een oppervlakte van 43 km². Het ligt in het centrum van het land, ten zuidwesten van de hoofdstad Wenen.
Annaberg · Eschenau · Hainfeld · Hohenberg · Kaumberg · Kleinzell · Lilienfeld · Mitterbach am Erlaufsee · Ramsau · Rohrbach an der Gölsen · Sankt Aegyd am Neuwalde · Sankt Veit an der Gölsen · Traisen · Türnitz
- Gemeinsame Normdatei: 4798864-2
- Virtual International Authority File: 242759839